# Asger Møller Garp
Asger Møller Garp (12. februar 1911 – september 1995) var en dansk jazzpianist.

## Professionel karriere
Asger Møller Garp var en respekteret pianist i tidens jazzmusikkredse og hans repertoire strakte sig fra klassisk til jazz samt tidens populærmusik. Hans personlige stil var inspireret af blandt andre Erroll Garner, Oscar Peterson, Fats Waller og vores egen Leo Mathiesen. I 28 år var han pianist og en "institution" på det daværende Bellevue Strandhotel på Strandvejen 338 i Gentofte Kommune, Klampenborg nord for København hvor han underholdt publikum fra hele verden, der kom til det mondæne etablisement. Her startede han sammen med Victor Cornelius indtil dennes død i 1961.
Efter endt handelsuddannelse begyndte han at spille klaver fuld tid og akkompagnerede blandt andre Lulu Ziegler og Rachel Rastenni. Han blev derefter klassisk uddannet af professor Schlütter ved Danske Kongelige Musikkonservatorium.
I omkring fem år spillede Asger Møller Garp med eget orkester på Langeliniepavillonen.
I mange år underviste Møller Garp i klaver- og orgelspil fra sit musikstudie i sidehuset til Marienhøj på Strandvejen i Skovshoved.

## Indspilninger
Allerede i 1938 indspillede han Honeysuckle Rose på pladeselskabet Odeon, sunget af Freddy Albeck på bas, samt Poul Olsen på violin og Jørn Grauengaard på guitar. De var alle med i Knud Pfeiffer og Bjarne Hoyers radioprogram "Cabaret Vi Unge" der eksisterede mellem 1938 og 1942.
Fra tiden på Bellevue Strandhotel findes to studieoptagelser: "Bellevueminder 1 og 2".

## Elever
- Kasper Bach; tog senere afgang som pianist fra Det Kongelige Danske Musikkonservatorium i København
- Christian Ditlev Bruun
- Jan Günter Schack Melzer

## Personlig baggrund
Asger Møller Garp var født og opvokset på Ordrup Jagtvej. Han giftede sig med Margot Agnete, som han havde kendt siden han var 16 år gammel. De to boede en tid på første salen i Margots forældres hus, Marienhøj, i Skovshovede. I 1951 flyttede familien med deres to børn til Hjortekær. Efter fem år havde han sparet penge op til at købe Marienhøj, hvor de boede resten af deres liv.
Asger Møller Garp var en også en talentfuld sejlsportsmand og hans far, Sofus Møller, var medstifter af Skovshoved Sejlklub og grundlægger af sejlklubbens juniorafdeling. Fra ca. 1960 ledede Asger Møller Garp optimistjolleafdelingen.